# NGC 2371
NGC 2371-2是位於雙子座的雙瓣行星狀星雲。在視覺上它看起來是兩個分離的天體，因此該行星狀星雲的兩個瓣分別被收入威廉·赫歇爾的NGC天體表，因此有時候該星雲也會被分開稱為NGC 2371和NGC 2372，或者是相關的變化名稱。

## 觀測

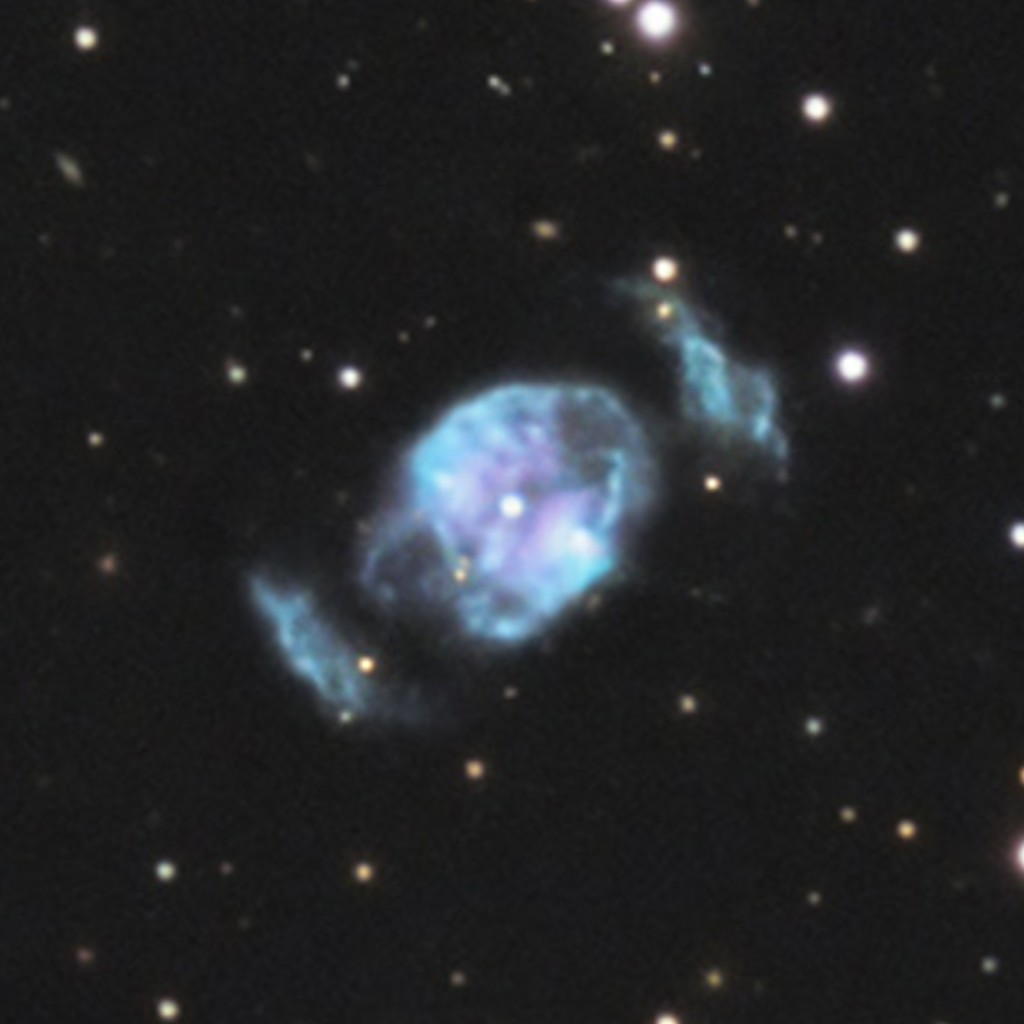
NGC 2371

該星雲的視星等13等，在大多數業餘望遠鏡能觀測的極限以下。就像大多數的行星狀星雲，使用高倍率和窄波段濾鏡，尤其是 OIII 發射線濾鏡的效果最好，它也被加拿大皇家天文學會列為最容易觀測的110個NGC天體列表中。

## 搜尋
NGC 2371-2 在地球上可見緯度在+90°到−60°之間。該行星狀星雲位於雙子座亮星北河二的西南方，因此容易尋找。以北河二為起點，和另外兩顆亮星組成的等邊三角形指向西南方，也就是要搜尋的方向。NGC 2371位於三顆7等星組成的三角形中距離最遠的那一對之間，並且就在兩顆星連接的直線上，距離地球4400光年。

## 外部連結
- The Hubble European Space Agency Information Centre Hubble picture and information on NGC 2371（页面存档备份，存于）
- WikiSky上关于NGC 2371的内容：DSS2, SDSS, GALEX, IRAS, 氢α, X射线, 天文照片, 天图, 文章和图片